# 249 (číslo)
Dvě stě čtyřicet devět je přirozené číslo, které následuje po čísle dvě stě čtyřicet osm a předchází číslu dvě stě padesát. Římskými číslicemi se zapisuje CCXLIX a řeckými číslicemi σμθ.

## Matematika
249 je:
- Dvojité prvočíslo
- Nešťastné číslo
- Nepříznivé číslo

## Chemie
- 249 je nukleonové číslo druhého nejstabilnějšího izotopu kalifornia[1]

## Astronomie
- (249) Ilse je planetka hlavního pásu, kterou objevil v roce 1885 Christian Heinrich Friedrich Peters

## Doprava
- Silnice II/249 je česká silnice II. třídy vedoucí na trase I/28 – Libčeves – Koštice[2]

## Ostatní
- +249 je mezinárodní telefonní předvolba Súdánu

## Roky
- 249
- 249 př. n. l.